# دانشگاه کارول
دانشگاه کارول یک دانشگاه خصوصی وابسته به کلیسای پروتستان (ایالات متحده آمریکا) و واقع در واکیشا، ویسکانسین است. کارول که در سال ۱۸۴۶ تأسیس شد، اولین مؤسسه چهار ساله آموزش عالی ویسکانسین بود.
قبل از تأسیس، دانشگاه کارول کنونی، آکادمی پرایریویل بود که در سال ۱۸۴۱ تأسیس شد. منشور آن - به نام چارلز کارول از کارولتون، امضاکننده اعلامیه استقلال ایالات متحده - در ۳۱ ژانویه ۱۸۴۶ توسط مجلس قانونگذاری سرزمینی ویسکانسین به تصویب رسید. در طول دهه ۱۸۶۰، جنگ داخلی آمریکا و مشکلات مالی باعث شد تا کارول به‌طور موقت فعالیت خود را متوقف کند.

## رتبه‌بندی‌ها
دانشگاه کارول رتبه ۳۱ را در دانشگاه‌های منطقه ای Midwest در گزارش
یواس نیوز اند ورلد ریپورت ۲۰۲۲ رتبه بهترین کالج‌های آمریکا را کسب کرد.
در سال ۲۰۱۸، فوربز دانشگاه کارول را در رتبه ۵۹۴ در میان ۶۵۰ کالج در ایالات متحده قرار داد.
در سال ۲۰۱۸، مجله مانی دانشگاه کارول را در رتبه ۶۱۳ در میان ۷۲۷ کالج در ایالات متحده قرار داد.